# Политический кризис в Луганской Народной Республике (2017)
Политический кризис в Луганской Народной Республике (2017) — политический кризис, характеризующийся противостоянием между главой ЛНР Игорем Плотницким и главой МВД Игорем Корнетом, завершившийся уходом Плотницкого в отставку.
В 2017 году тогдашний руководитель ЛНР Плотницкий попытался избавиться от набирающего самостоятельность Корнета и, обвинив в захвате недвижимости, отправил его в отставку. Корнет ввел в центр Луганска силовиков и арестовал некоторых из окружения Плотницкого. Власти РФ поддержали Плотницкого, в ЛНР произошел переворот, Плотницкий бежал в РФ.

## Хронология

### Начало противостояния
21 октября 2017 года депутат Народного совета Луганской Народной Республики Владимир Санкин обвинил министра внутренних дел ЛНР Игоря Корнета в присвоении чужого дома: «Летом 2014 года многие жители Луганска, в связи с боевыми действиями, были вынуждены покинуть своё жилище. Возвратившись домой некоторые владельцы сталкивались с такой проблемой, что их жильё было занято неизвестными лицами. Так, жительница города Луганска Квирцова (по другим данным — Хмелевцова) Нина Васильевна выяснила, что в её доме проживаете вы — министр внутренних дел».
9 ноября глава МВД был выселен в присутствии Игоря Плотницкого, сотрудников генеральной прокуратуры и хозяйки из того дома, который он занимал три года.
10 ноября, по словам депутата Виталия Морозова, Народный совет ЛНР потребовал отставки министра внутренних дел Игоря Корнета.

### Смена власти
20 ноября 2017 года Игорь Корнет был отстранён от должности главы МВД по решению суда Ленинского района. Народный совет ходатайствовал перед главой республики Игорем Плотницким о назначении исполняющим обязанности министра внутренних дел Владимира Черкова.
21 ноября на улицах города Луганска появилась военная техника, вооружённые люди без знаков различия с белыми повязками и бойцы спецподразделения «Беркут». Они взяли под контроль весь центр города, здание министерства внутренних дел и ГТРК ЛНР.
Игорь Корнет сделал заявление, что силами МВД была пресечена деятельность украинской диверсионно-разведывательной группы, пытавшейся проникнуть на территорию республики, а также заявил, что не уходит в отставку. Игорь Корнет заявил, что председатель телерадиокомпании Анастасия Шуркаева, руководитель администрации Плотницкого Ирина Тейцман и начальник службы правительственной безопасности Евгений Селивёрстов сотрудничали с украинскими спецслужбами, а также обвинил Тейцман и Селивёрстова в инсценировке переворота 2016 года, в результате которого, по его словам, был убит председатель Совета министров Геннадий Цыпкалов и приговорён к длительному тюремному заключению заместитель командующего управления Народной милиции ЛНР Виталий Киселёв, а уехавший в Россию бывший председатель Народного совета республики Алексей Карякин был объявлен в розыск Генеральной прокуратурой ЛНР.
В ответ на это Игорь Плотницкий заявил, что оснований для ареста Шуркаевой, Тейцман и Селивёрстова нет, а следствие ведётся в отношении других лиц. Плотницкий подтвердил, что Игорь Корнет отстранён от должности, а его приказы не имеют юридической силы.
Был отключён Луганский телецентр. Не более пяти-шести вооружённых человек находилось возле здания ГТРК ЛНР.
22 ноября Плотницкий назначил нового исполняющего обязанности министра внутренних дел ЛНР Владимира Черкова и новых заместителей, а также обвинил Игоря Корнета в попытке переворота.
Сотрудники МВД арестовали исполняющего обязанности генерального прокурора Подоброго и его первого заместителя — Рахно.
23 ноября 2017 года министр внутренних дел Игорь Корнет заявил, что была поймана группа диверсантов, действовавшая по заданию 3-го отдельного полка главного управления разведки министерства обороны Украины. Диверсанты, по словам главы МВД, планировали устроить теракты для дестабилизации обстановки в Луганской Народной Республике и Донецкой Народной Республике, а агенты Украины для более эффективного результата из числа чиновников ЛНР, по сообщениям Корнета, целенаправленно дискредитировали МВД и МГБ. Операция по задержанию диверсантов, по словам министра внутренних дел, проходила при помощи МВД ЛНР и МГБ ДНР.
Вооружённые люди с белыми повязками усилили наблюдение за зданиями администрации главы ЛНР, где находился Игорь Плотницкий, телекомпании «Луганск 24» и зданием МВД. Оцепление в районе кукольного и русского драматического театров было снято.
23 ноября автомобильный кортеж, в котором находился Игорь Плотницкий, руководитель администрации главы ЛНР Ирина Тейцман, глава ГТРК ЛНР Анастасия Шуркаева, а также ряд других лиц, выехал из Луганска. Примерно в 13:30 кортеж направился в сторону КПП «Изварино», расположенный на границе ЛНР и РФ. Глава ЛНР покинул Луганск якобы в связи с рабочей поездкой.
23 ноября Игорь Плотницкий прибыл в Москву авиарейсом из Ростова-на-Дону.
24 ноября 2017 года МГБ ЛНР сообщило о задержании диверсантов и опубликовало показание с заявлением о причастности членов батальона Заря под командованием Плотницкого к обстрелам объектов гражданской инфраструктуры.
24 ноября 2017 года, по словам министра государственной безопасности Леонида Пасечника, Игорь Плотницкий подал в отставку с должности главы республики по состоянию здоровья. Плотницкий был назначен уполномоченным от Луганской Народной Республики по исполнению минских соглашений. На должность исполняющего обязанности главы ЛНР был назначен Леонид Пасечник.
25 ноября 2017 года отставка Игоря Плотницкого была принята Народным советом ЛНР. Леонид Пасечник был единогласно утверждён в должности главы Луганской Народной Республики.

## Международная реакция
25 ноября 2017 года глава ДНР Александр Захарченко поздравил исполняющего обязанности главы ЛНР Леонида Пасечника со вступлением в должность.
22 ноября 2017 года начальник департамента управления президента РФ по социально-экономическому сотрудничеству с государствами-участниками Содружества Независимых Государств, Республикой Абхазия и Республикой Южная Осетия Михаил Арутюнов заявил, что информация о поддержке со стороны России министра внутренних дел Луганской Народной Республики Игоря Корнета не соответствует действительности: «Это сообщение неизвестно на чём основано. События в Луганске являются внутренним делом ЛНР, и за поддержкой никто из Луганска в Кремль не обращался».